# Partit Renovador d'Arties e Garòs
El Partit Renovador d'Arties e Garòs o Partit Renovador Arties-Garòs (PRAG) és un partit polític regional aranès que es presenta únicament al terçó d'Arties e Garòs. Ha comptat amb un conseller al Conselh Generau d'Aran des del 1999 i fins al 2019. El PRAG va donar suport a UA el 2007 per proclamar Francés Boya síndic d'Aran.

## Resultats electorals
Des que el partit es va presentar a les eleccions al Consell General l'any 1999 i fins al 2019, ha mantingut el mateix nombre d'escons fins a l'actualitat. En concret, un dels dos de la demarcació electoral de Arties e Garós.

### Conselh Generau d'Aran
| Elecció | Vots | %    | Escons | +/– | Candidat                    | Govern            |
| ------- | ---- | ---- | ------ | --- | --------------------------- | ----------------- |
| 1999    | 120  | 2,72 | 1 / 13 | Nou | Miquèu Barra Daunes         | Oposició          |
| 2003    | 155  | 3,20 | 1 / 13 | =   | José Antonio Bruna Vilanova | Oposició          |
| 2007    | 180  | 3,78 | 1 / 13 | =   | José Antonio Bruna Vilanova | Pacte             |
| 2011    | 129  | 2,70 | 1 / 13 | =   | José Antonio Bruna Vilanova | Oposició          |
| 2015    | 130  | 2,71 | 1 / 13 | =   | José Antonio Bruna Vilanova | Oposició          |
| 2019    | 97   | 1,91 | 0 / 13 | 1   | Rafael Hinojosa             | Extraparlamentari |
| 2023    | 91   | 1,95 | 0 / 13 | =   | José Antonio Bruna Vilanova | Extraparlamentari |